# Jaroslav Alois z Lobkowicz
Jaroslav Alois z Lobkowicz, též z Lobkovic (26. března 1877 Konopiště – 24. října 1953 Křimice, dnes Plzeň 5-Křimice), celým jménem Jaroslav Alois František Kunigund Emanuel Maria kníže z Lobkowicz byl český šlechtic z (konopišťsko-)křimické linie šlechtického rodu Lobkowiczů a majitel statku Křimice. Od roku 1938 byl 11. knížetem z Lobkowicz a vladařem domu lobkowiczkého, 5. vévodou z Roudnice a okněžněným hrabětem ze Sternsteinu. Byl signatářem Národnostního prohlášení české šlechty ze 7. září 1939.

## Původ a kariéra
Narodil se jako čtvrtý syn a páté dítě Františka Evžena z Lobkowicz (1839–1898) a Kunhuty ze Sternbergu (1847–1916).
Vystudoval práva. V roce 1906 se stal c. k. komořím. Byl také čestným rytířem Maltézského řádu. V roce 1916 se stal důstojníkem řádu Františka Josefa s válečnou dekorací. Kromě toho byl také papežským tajným komorníkem a velkokomturem bavorského Řádu sv. Jiří.
Po smrti Ferdinanda Zdeňka z Lobkowicz (1858–1938) z roudnické primogenitury přešel na Jaroslava titul panujícího knížete z Lobkowicz, protože Ferdinandův první syn Ferdinand Josef (1885–1953) se kvůli nerovnému sňatku musel vzdát nástupnických práv a druhý syn, dědic Maxmilián Ervín (1888–1967) se oženil s rozvedenou šlechtičnou anglikánské víry, a tak oba porušili rodinná pravidla.
V roce 1918 podporoval akci T. G. Masaryka a 20. prosince jej doprovázel v jeho vlaku při triumfálním návratu do vlasti. 

## Majetek

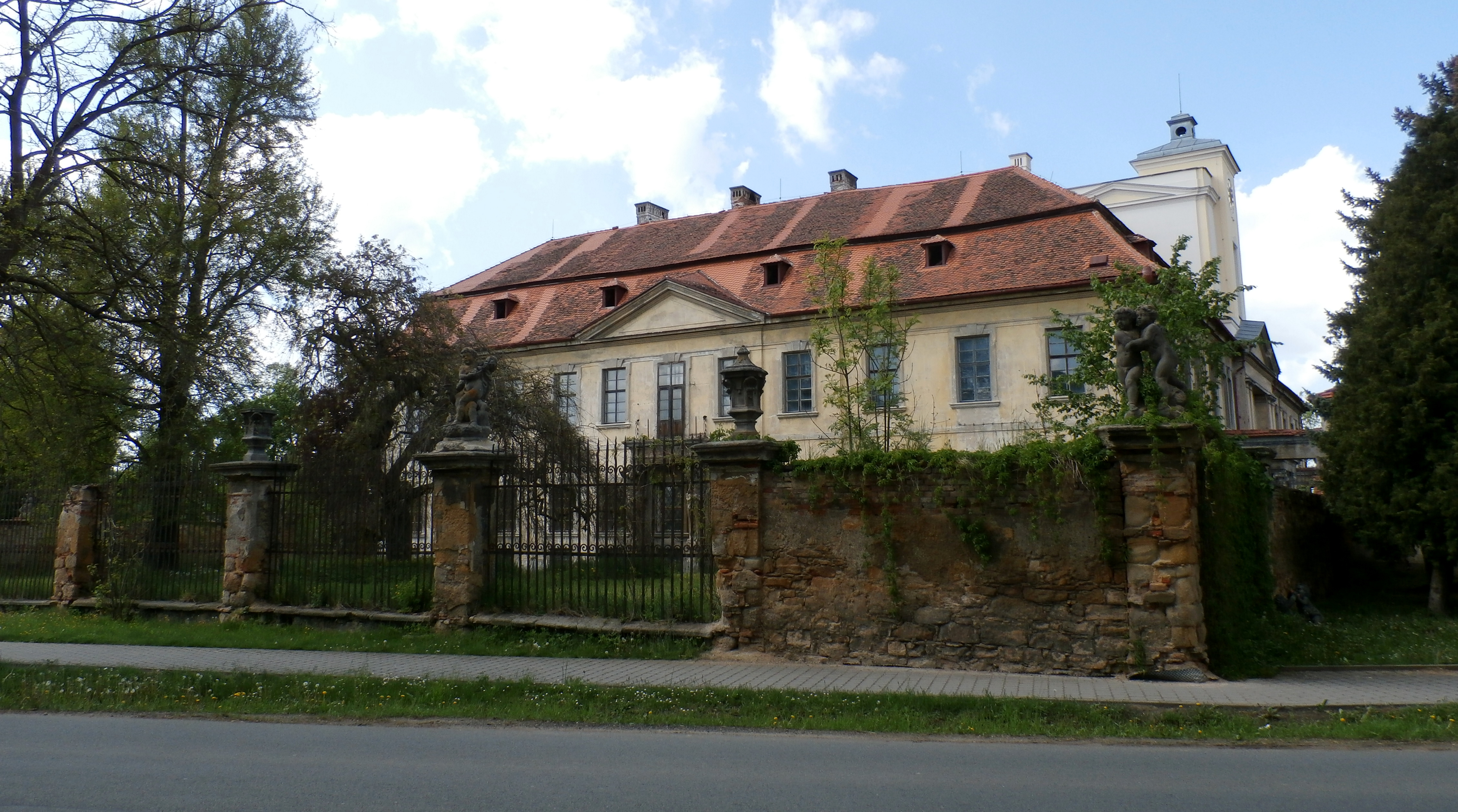
Zámek Křimice

Po otci zdědil zámek a velkostatek Křimice. Za první republiky ho pozemková reforma připravila o téměř 30 % jeho rozlohy. Ve 30. letech 20. století tvořilo křimický velkostatek 451 hektarů polí, luk a zahrad a 499 hektarů pastvin, lesů, rybníků a stavební (neplodné) půdy. Zisk dále generoval parní pivovar, dvě cihelny v Křimicích a Vochově, elektrárna a krouhárna zelí. Za německé okupace fungovala na statcích nucená správa, v roce 1945 mu byl však majetek navrácen. Po komunistickém puči v roce 1948 mu byla vyvlastněna půda nad 50 hektarů. Dne 2. ledna 1950 byla uvalena národní správa i na ostatní majetek. Na zámku směl dožít, ale už v roce 1951 byl zámek přidělen Leninovým závodům v Plzni (Škoda Plzeň) a rodina se musela přestěhovat do budovy zámeckého pivovaru.

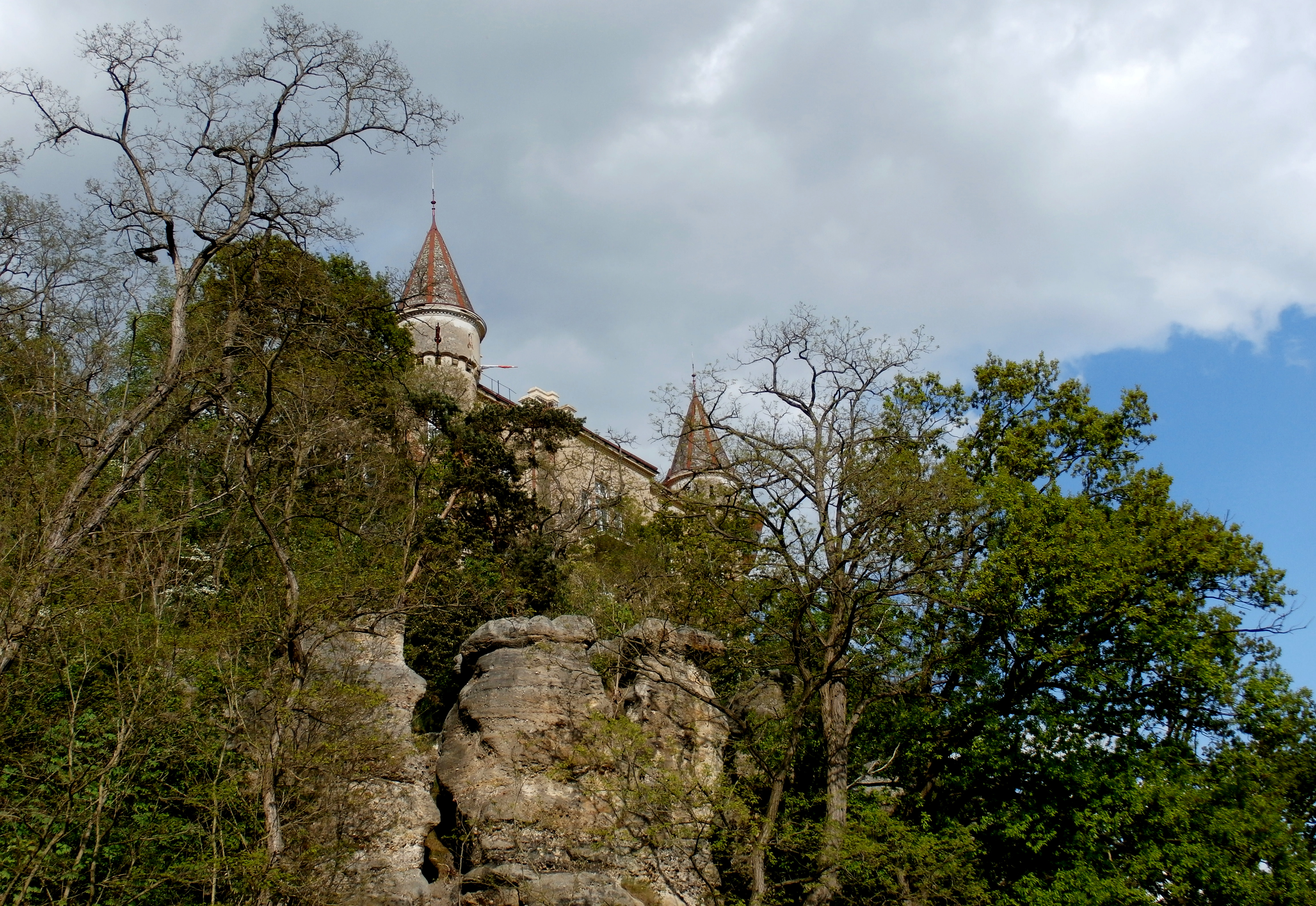
Pohled na Zámeček z údolí řeky Mže

V roce 1908 si nedaleko Křimic na skalním masívu Čertova kazatelna nad údolím řeky Mže nechal postavit patrovou vilu na téměř čtvercovém půdoryse s novogotickými prvky, která se označovala jako Zámeček u Plzně (dnes Pod Vinicemi 889/82, Plzeň 1 - Severní předměstí). Staviteli byli Josef a Václav Páskovi. Předlohou Zámečku s válcovými nárožními věžicemi byl zámek Konopiště, kde se Jaroslav narodil a který jeho otec v roce 1887 prodal Františku Ferdinandovi d'Este. Na pohodlném Zámečku přišlo na svět několik Jaroslavových dětí.

## Rodina
Oženil se 11. května 1905 v Bečově nad Teplou s Marií Terezií z Beaufort-Spontinu (6. srpna 1885 Breuilpont – 22. února 1942 Křimice), dcerou Bedřicha z Beaufort-Spontinu (1843–1916) a jeho manželky Marie Melanie z Ligne (1855–1931). Narodilo se jim čtrnáct dětí, ze sedmi synů se jich šest dožilo dospělosti:
- 1. Marie Kunhuta (11. září 1906 Křimice – 11. dubna 2005 Woluwe-Saint-Lambert)
  - ∞ (13. června 1932 Křimice) Karel z Limburg-Stirum (15. září 1906 Huldenberg – 14. června 1989 Uccle)
- 2. Bedřich František (28. listopadu 1907 Křimice – 25. prosince 1954 Pacy-sur-Eure), 12. kníže z Lobkowicz, vévoda roudnický, emigroval do Francie
- 3. Beatrice (20. ledna 1909 Zámeček u Plzně – 5. července 1999 Moravské Budějovice, pohřbena v Křimicích)
- 4. Jaroslav Claude (18. června 1910 Zámeček u Plzně – 7. května 1985 Plzeň-Křimice), 13. kníže z Lobkowicz, vévoda roudnický
  - ∞ (11. července 1940 Praha) Gabriela z Korff-Schmising-Kerssenbrocku (29. listopadu 1917 Klatovy – 30. července 2008 Dymokury)
- 5. Jan (10. ledna 1912 Křimice – 10. ledna 1912 Křimice)
- 6. Markéta (4. července 1913 Zámeček u Plzně – 13. února 1946 Sünching, Německo)
  - ∞ (16. května 1934 Křimice) Zdenko z Hoenning O'Carroll (6. srpna 1906 Sünching – 8. května 1996 Sünching)
- 7. Eleonora (6. ledna 1916 Sünching – 15. listopadu 2000 Isareck)
  - ∞ (církevně 20. května 1943 Křimice, civilně 18. května 1943 Plzeň) František Xaver Basselet de la Rosée (6. října 1906 Neuburg an der Kammel – 5. března 1984 Freising)
- 8. Anna (5. května 1917 Křimice – 16. ledna 1919 Křimice)
- 9. Gabriela (8. ledna 1919 Křimice – 7. února 2010 Praha), sestra III. řádu sv. Františka, řádové jméno Beata
- 10. Jan Nepomuk (25. prosince 1920 Křimice – 10. února 2000 Breuilpont)
  - ∞ 1. (civilně Breuilpont 25. června 1949, církevně 29. června 1949 Paříž) Marie Tereza z Belcredi (23. dubna 1922 Líšeň – 3. června 1978 Breuilpont)
  - ∞ 2. (19. prosince 1981 Breuilpont) Pauline d'Ursel (7. dubna 1926 Berlin – ?)
- 11. Karel (22. září 1922 Křimice – 28. června 1990 Praha, pohřben ve Štěchovicích), katolický kněz, farář ve Štěchovicích
- 12. Kristián (12.6.1924 Křimice – 2. září 2001 Lovaň, Belgie, pohřben ve Štěchovicích), rytíř Maltézského řádu
  - ∞ (26. června 1954 Kremsmünster) Marie Terezie z Trauttmansdorff-Weinsbergu (1. srpna 1922 Praha – ?)
- 13. Ladislav (24. října 1925 Křimice – 28. ledna 1985 Uccle), nabyl belgický titul Prince de Lobkowicz 31. srpna 1958
  - ∞ (28. srpna 1954 Malèves, Belgie) Therese Cornet d'Elzius du Chenoy (23. ledna 1932 Brusel)
- 14. Marie Melanie (28. ledna 1928 Křimice – ?)
  - ∞ (4. listopadu 1961 Breuilpont) Pierre Bazinet (13. prosince 1925 Angoulème – ?)

## Vývod z předků
|                            |                                                   |  |                              |                                                       |  |  |  |  |  |  |  | Ferdinand Filip z Lobkowicz |
|                            |                                                   |  |                              |                                                       |  |  |  |  |  |  |  |                             |
|                            | Josef František Maxmilián z Lobkowicz             |  |                              |                                                       |  |  |  |  |  |  |  |                             |
|                            |                                                   |  |                              |                                                       |  |  |  |  |  |  |  |                             |
|                            |                                                   |  |                              | Marie Gabriela Savojsko-Carignanská                   |  |  |  |  |  |  |  |                             |
|                            |                                                   |  |                              |                                                       |  |  |  |  |  |  |  |                             |
|                            | Jan Karel Filip z Lobkowicz                       |  |                              |                                                       |  |  |  |  |  |  |  |                             |
|                            |                                                   |  |                              |                                                       |  |  |  |  |  |  |  |                             |
|                            |                                                   |  |                              | Jan Nepomuk I. ze Schwarzenbergu                      |  |  |  |  |  |  |  |                             |
|                            |                                                   |  |                              |                                                       |  |  |  |  |  |  |  |                             |
|                            | Marie Karolína ze Schwarzenbergu                  |  |                              |                                                       |  |  |  |  |  |  |  |                             |
|                            |                                                   |  |                              |                                                       |  |  |  |  |  |  |  |                             |
|                            |                                                   |  |                              | Marie Eleonora z Öttingen-Wallersteinu                |  |  |  |  |  |  |  |                             |
|                            |                                                   |  |                              |                                                       |  |  |  |  |  |  |  |                             |
|                            | František Evžen z Lobkowicz                       |  |                              |                                                       |  |  |  |  |  |  |  |                             |
|                            |                                                   |  |                              |                                                       |  |  |  |  |  |  |  |                             |
|                            |                                                   |  |                              | Rudolf Jan Bruntálský z Vrbna                         |  |  |  |  |  |  |  |                             |
|                            |                                                   |  |                              |                                                       |  |  |  |  |  |  |  |                             |
|                            | Evžen Dominik Bruntálský z Vrbna                  |  |                              |                                                       |  |  |  |  |  |  |  |                             |
|                            |                                                   |  |                              |                                                       |  |  |  |  |  |  |  |                             |
|                            |                                                   |  |                              | Marie Terezie Antonie z Kounic-Rietbergu-Questenbergu |  |  |  |  |  |  |  |                             |
|                            |                                                   |  |                              |                                                       |  |  |  |  |  |  |  |                             |
|                            | Karolína Bruntálská z Vrbna                       |  |                              |                                                       |  |  |  |  |  |  |  |                             |
|                            |                                                   |  |                              |                                                       |  |  |  |  |  |  |  |                             |
|                            |                                                   |  |                              | Karel Michael z Erdődy-Monyorókeréku a Monoszló       |  |  |  |  |  |  |  |                             |
|                            |                                                   |  |                              |                                                       |  |  |  |  |  |  |  |                             |
|                            | Marie Barbora Erdödyová z Monyorókerék a Monoszló |  |                              |                                                       |  |  |  |  |  |  |  |                             |
|                            |                                                   |  |                              |                                                       |  |  |  |  |  |  |  |                             |
|                            |                                                   |  |                              | Marie Františka z Lichtenbergu                        |  |  |  |  |  |  |  |                             |
|                            |                                                   |  |                              |                                                       |  |  |  |  |  |  |  |                             |
| Jaroslav Alois z Lobkowicz |                                                   |  |                              |                                                       |  |  |  |  |  |  |  |                             |
|                            |                                                   |  |                              |                                                       |  |  |  |  |  |  |  |                             |
|                            |                                                   |  | František Adam ze Šternberka |                                                       |  |  |  |  |  |  |  |                             |
|                            |                                                   |  |                              |                                                       |  |  |  |  |  |  |  |                             |
|                            | Josef Leopold ze Šternberka                       |  |                              |                                                       |  |  |  |  |  |  |  |                             |
|                            |                                                   |  |                              |                                                       |  |  |  |  |  |  |  |                             |
|                            |                                                   |  |                              | Josefa Marie Anna Wilczková                           |  |  |  |  |  |  |  |                             |
|                            |                                                   |  |                              |                                                       |  |  |  |  |  |  |  |                             |
|                            | Zdeněk ze Šternberka                              |  |                              |                                                       |  |  |  |  |  |  |  |                             |
|                            |                                                   |  |                              |                                                       |  |  |  |  |  |  |  |                             |
|                            |                                                   |  |                              | František Antonín z Walseggu                          |  |  |  |  |  |  |  |                             |
|                            |                                                   |  |                              |                                                       |  |  |  |  |  |  |  |                             |
|                            | Karolína z Walseggu                               |  |                              |                                                       |  |  |  |  |  |  |  |                             |
|                            |                                                   |  |                              |                                                       |  |  |  |  |  |  |  |                             |
|                            |                                                   |  |                              | Karolína z Lamberg-Sprinzensteinu                     |  |  |  |  |  |  |  |                             |
|                            |                                                   |  |                              |                                                       |  |  |  |  |  |  |  |                             |
|                            | Kunigunda ze Sternbergu                           |  |                              |                                                       |  |  |  |  |  |  |  |                             |
|                            |                                                   |  |                              |                                                       |  |  |  |  |  |  |  |                             |
|                            |                                                   |  |                              | Jan Jiří ze Stadion-Thannhausenu                      |  |  |  |  |  |  |  |                             |
|                            |                                                   |  |                              |                                                       |  |  |  |  |  |  |  |                             |
|                            | Jan Filip ze Stadion-Thannhausenu                 |  |                              |                                                       |  |  |  |  |  |  |  |                             |
|                            |                                                   |  |                              |                                                       |  |  |  |  |  |  |  |                             |
|                            |                                                   |  |                              | Sophie, Freiin Wambolt von Umstadt                    |  |  |  |  |  |  |  |                             |
|                            |                                                   |  |                              |                                                       |  |  |  |  |  |  |  |                             |
|                            | Marie Sofie ze Stadion-Thannhausenu               |  |                              |                                                       |  |  |  |  |  |  |  |                             |
|                            |                                                   |  |                              |                                                       |  |  |  |  |  |  |  |                             |
|                            |                                                   |  |                              | Graf Karl von Kesselstatt                             |  |  |  |  |  |  |  |                             |
|                            |                                                   |  |                              |                                                       |  |  |  |  |  |  |  |                             |
|                            | Marie Kunhuta z Kesselstattu                      |  |                              |                                                       |  |  |  |  |  |  |  |                             |
|                            |                                                   |  |                              |                                                       |  |  |  |  |  |  |  |                             |
|                            |                                                   |  |                              | Terezie Stadionová z Thannhausenu                     |  |  |  |  |  |  |  |                             |
|                            |                                                   |  |                              |                                                       |  |  |  |  |  |  |  |                             |